# Rafinha Alcántara
Rafael Alcántara do Nascimento (Alcântara en portugués; São Paulo, 12 de febrero de 1993), conocido como Rafinha, es un futbolista brasileño que también posee la nacionalidad española. Juega en la posición de centrocampista y está libre.
Es hijo del exfutbolista Mazinho, de la exjugadora de voleibol brasileña Valéria Alcântara y hermano menor del también futbolista Thiago Alcántara.

## Trayectoria

### F. C. Barcelona "B"
Rafinha entró en el Fútbol Club Barcelona a los trece años junto a su hermano Thiago, procedente de la cantera del Ureca, club de las afueras de la ciudad de Vigo. Con esfuerzo logró ir subiendo y pasando por todos los grados que existen en La Masía con el objetivo de llegar al primer equipo. En el Juvenil "A" de Óscar García jugó como delantero centro, posición en la cual destacó sin problemas, marcando hasta ser uno de los goleadores del equipo. Al final de la temporada, conseguirían los tres títulos que disputaban: División de Honor, la Copa del Rey y la Copa de Campeones.
Se buen rendimiento lo hace debutar con el Barça "B", el 8 de enero de 2011 en un encuentro ante el Girona F. C.; Rafinha entraría en el minuto 56' en sustitución de Jonathan dos Santos en el centro del campo, aunque no podría evitar la derrota de su equipo por 2-1. Una semana después, como visitantes ante el U. D. Salamanca marcaría su primer gol como profesional, luego de ingresar desde el banquillo en el 35'; la victoria sería para los barcelonistas por 3-2. Con el tiempo comenzó a ser cada vez más constante, posicionándose como una de las piezas fundamentales del filial azulgrana.

### F. C. Barcelona
Su estreno con el primer equipo llegó el 9 de noviembre de 2011, en la ida de los dieciseisavos de final por la Copa del Rey contra L'Hospitalet, entrando al terreno de juego en el minuto 75' por Cesc Fàbregas; los azulgranas vencerían por la cuenta mínima. Un mes después el 6 de diciembre, también juega un partido en la Liga de Campeones frente al FC BATE Borisov en la última fecha de la fase de grupos. Rafinha entraría en el once inicial de un equipo plagado de canteranos, siendo reemplazado en el 70'.
Pasaría un año para que vuelva a aparecer con el primer equipo, nuevamente en fase de grupos del campeonato europeo el 5 de diciembre, jugando los primeros 58 minutos de juego para luego ser sustituido por Lionel Messi, el partido acabaría sin goles. Al final de la campaña, el 29 de mayo de 2013 juega en la final de la Copa Cataluña disputada contra el R. C. D. Español, los azulgranas se impusieron en los penaltis tras el empate 1-1.

### R. C. Celta de Vigo
Debido a su desempeño, el 4 de julio firmó la renovación de su contrato como culé hasta 2016 subiendo de manera definitiva al primer equipo, sin embargo no estaba dentro de los planes del nuevo entrenador Gerardo Martino, por lo que es cedido al Celta de Vigo hasta el final de la temporada.
Debuta con el equipo dirigido por Luis Enrique, el 19 de agosto en la primera jornada de La Liga ante el R. C. D. Español; Rafinha entra desde el banquillo en el minuto 62' en el empate final 2-2. Dos semanas después el 31 de agosto, marca su primer gol con el conjunto gallego, lo haría en su primer partido como titular en el empate por 1-1 ante el Granada C. F. tras rematar un centro con varios rebotes.
Luego de varios partidos en los que comenzaba a ganarse la titularidad, el 23 de noviembre realizaría una gran actuación con los celestes, marcando un doblete a la Real Sociedad para el empate y posterior remontada poniendo el marcador 3-1, aunque todo se vería frustrado por los txuri duri quienes darían vuelta el marcador dejando un resultado final 4-3 en un emocionante encuentro. El 11 de enero de 2014, en el último encuentro de la primera vuelta del campeonato, en la segunda parte Rafinha le brinda una asistencia a Charles Dias a través de un buen centro al pie, que significaría el empate frente al Valencia C. F, y posterior remontada por 2-1, además tendría sus propias oportunidades de cara a puerta, mas no tendría éxito.
Ya consagrado como titular en la zaga celtista y con la confianza del técnico asturiano; tiene un gran protagonismo en el centro del campo y aportando en el ataque, ya sea entregando las asistencias o iniciando las jugadas de gol. Así lo demostraría en los encuentros consecutivos frente al Real Betis y el Granada C. F., en los cuales entregó la asistencia de gol a Fabián Orellana y Gustavo Cabral respectivamente, en ambos sería a modo de centro permitiendo abrir el marcador celeste, terminarían en victorias los partidos.
Volvería a marcar el 22 de febrero, cuando el Celta recibiera en Balaídos al Getafe C. F.; luego de unos cuantos de disparos sin fortuna, Rafa anotaría el gol del empate con un disparo de zurda acarreando la marca de varios jugadores getafenses. Sus buenas actuaciones le hicieron ganar el galardón como Mejor Jugador del mes de febrero por La Liga. Destacaría nuevamente en el encuentro como visitante ante el U. D. Almería el 20 de abril, dando dos asistencias de los cuatro goles convertidos por los olívicos, con la victoria 2-4 el conjunto gallego aseguraba su permanencia en Primera División. La campaña para el Celta acaba con un balanza positivo al quedar novenos en la tabla de La Liga; por su parte Rafinha también es destacado siendo incluido en el Equipo Revelación por parte de la UEFA, y además sería premiado como el Jugador Revelación de la temporada.

### F. C. Barcelona

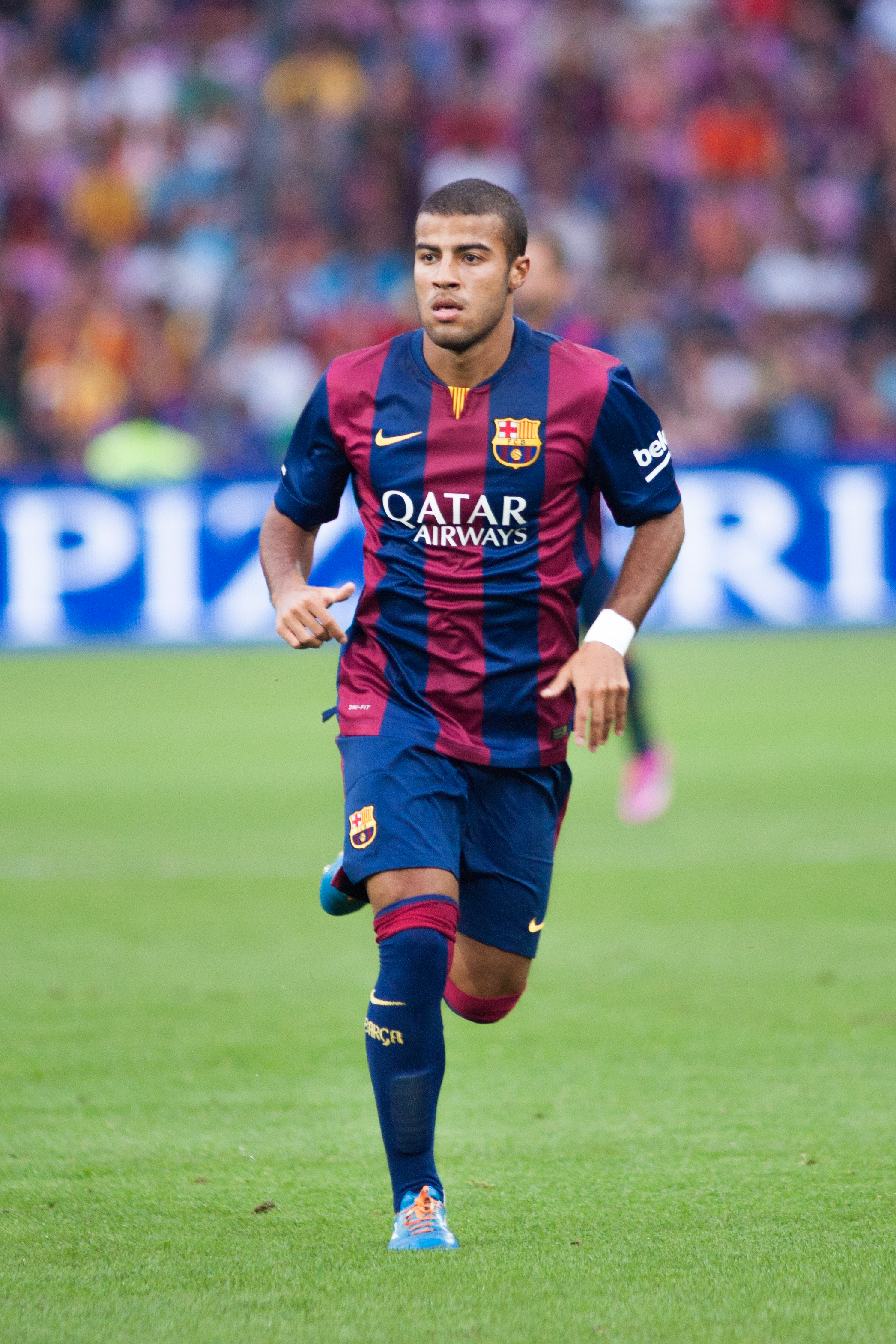
Rafinha con el Barça en un amistoso en 2014.

El 19 de mayo de 2014 el Barça confirmó su vuelta al club para unirse al primer equipo, en donde se reencontraría con su entrenador en el filial culé en 2010 y Celta de Vigo, Luis Enrique quien asumía el mando del banquillo azulgrana. Durante la pretemporada sufre una contusión en el pie derecho, pero ya recuperado juega de manera regular con el equipo mostrando un buen rendimiento, con lo cual el técnico lo coloca como titular en la mayoría de los encuentros.
Debuta como culé en Liga el 24 de agosto, ingresaría en el once titular ante el Elche C. F. en el primer encuentro de la temporada formando parte de la delantera; sería sustituido en el entretiempo por Marc Bartra, el partido acabaría 3-0. Su primera anotación como barcelonista fue el 3 de diciembre en la ida de los dieciseisavos de final de Copa del Rey contra la S. D. Huesca, disparando desde fuera del área y sellando de esa forma la goleada por 4-0.
El 25 de noviembre, en un encuentro como visitantes ante el APOEL de Nicosia de fase de grupos de Liga de Campeones, le brindó la asistencia a Messi para que marcara el segundo gol, pero no resultaría positivo para él pues en el minuto 70', el árbitro le enseñó su segunda amarilla expulsando al interior brasileño. Marcó su primer gol en Liga como barcelonista al Villarreal C. F. el 1 de febrero de 2015, en uno de sus mejores partidos con variadas ocasiones de gol, consigue su objetivo al rematar el balón tras una serie de rebotes, permitiendo así el provisorio empate culé que acabaría en remontada por 3-2.
A lo largo de la campaña no tuvo continuidad en el juego, saliendo al terreno de juego principalmente desde el banquillo o siendo reemplazado constantemente. Al final, los azulgranas concretarían una temporada histórica, consiguiendo su segundo triplete al imponerse en La Liga, la Copa del Rey y la Liga de Campeones.

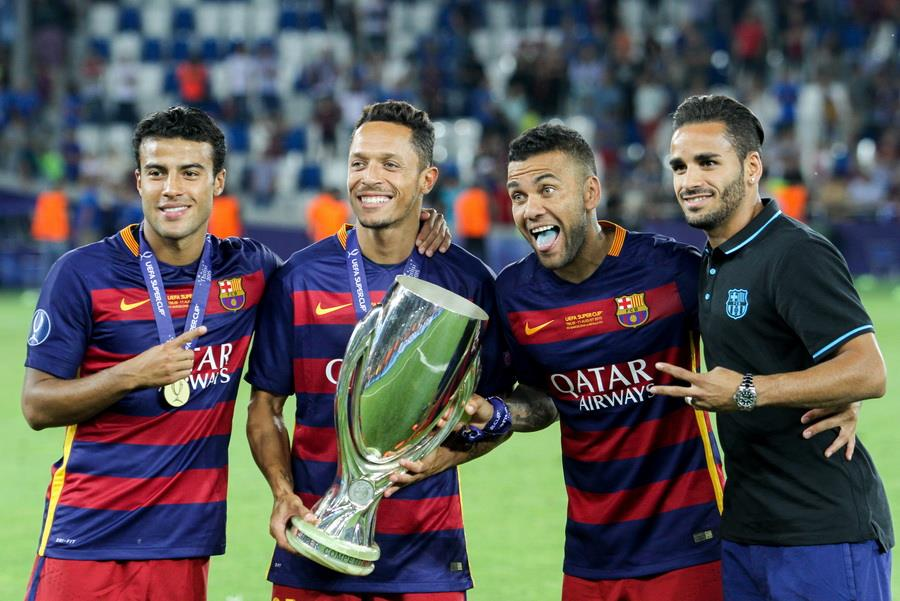
Rafa (izquierda) con sus compañeros brasileños y la Supercopa de Europa 2015.

Durante el verano de 2015 realizó con el equipo culé una gira por Estados Unidos para planificar la campaña. En esta mostró su nivel desempeñándose de buena forma en el centro del campo y comúnmente arrancando desde el inicio, acabaría esta etapa preparatoria como uno de los jugadores con más minutos de la plantilla.
Entró como titular en el primer partido de la temporada formado parte de la delantera, el cual era la final de la Supercopa de Europa ante el Sevilla F. C. disputada el 11 de agosto; consiguió anotar el gol para el provisional 3-1 a favor en el cierre de la primera parte, la definición del título europeo se lo llevarían los azulgranas en la prórroga.
Tras haberse jugado unos cuantos partidos, el 16 de septiembre en el choque ante la A. S. Roma de fase de grupos de la Liga de Campeones ingresó al terreno en el 61'. Tan solo cuatro minutos después de haber entrado recibió una dura entrada por parte de Radja Nainggolan en la rodilla derecha que lo obligó a retirarse en camilla con fuertes signos de dolor. El parte médico fue categórico, había sufrido una rotura en el ligamento cruzado teniendo que ser intervenido quirúrgicamente días después. Por estos motivos estaría de baja durante seis meses.
Posteriormente, volvería el 22 de mayo como suplente en la final de la Copa del Rey disputada ante el Sevilla F. C., entrando en el campo después de la lesión de Luis Suárez en el minuto 55. Al terminar la prórroga, los azulgrana conseguirían la victoria 2-0 con goles de Jordi Alba minuto 97 y Neymar minuto 122, obteniendo el doblete.
Empezó la temporada 2016-17 de una manera irregular, jugando algún partido, pero sin llegar a ser titular.
Su primer gol de la temporada llegó en la cuarta jornada de Liga contra el Club Deportivo Leganés en la victoria del conjunto blaugrana por 1-5.
Durante la temporada, Rafinha alternó su posición entre mediocentro y extremo derecho, en las que dejó buenas sensaciones.
El 30 de noviembre llegó a ser capitán del equipo culé en el partido de Copa del Rey contra el Hércules CF, el partido finalizó 1-1 y Rafinha dio la asistencia para su equipo.
El 5 de marzo de 2017, Rafinha sufrió una grave lesión en el partido liguero contra el Granada CF que le alejaría de la cancha hasta diciembre de 2017, perdiéndose el resto de temporada y el inicio de la siguiente.
Tras casi un año de lesión, volvió a los terrenos de juegos el 17 de enero de 2018 en el partido de ida de Copa del Rey ante el Real Club Deportivo Espanyol.
Tras su cesión al Inter de Milán, en junio de 2018 regresó a las filas del club azulgrana al no haberse ejecutado la opción de compra que tenía el club italiano. En esta temporada Rafinha volvió a lesionarse de gravedad al romperse el ligamento cruzado de la rodilla izquierda en el empate (1-1) contra el Atlético de Madrid jugado en noviembre en el Wanda Metropolitano correspondiente a la 13.ª jornada de Liga.

#### Cesiones
Tras haber pasado toda la primera vuelta de la temporada lesionado, el 22 de enero de 2018 el F. C. Barcelona anunció la cesión con opción a compra de 35 millones de euros fijos más tres en variables al Inter de Milán. Tras seis meses en el club italiano, en julio de 2018 regresa al 
F. C. Barcelona al no haberse ejecutado la opción de compra.
El 2 de septiembre de 2019 renovó con el Barcelona hasta el final de la temporada 2020-21 y se marchó cedido al Real Club Celta de Vigo, que se haría cargo de la ficha del jugador y podría llegar a pagar un millón y medio de euros. Finalizado el préstamo, en agosto de 2020 inició la pretemporada con el equipo catalán.

### París y regreso a España
El 6 de octubre de 2020 se hizo oficial su marcha definitiva del F. C. Barcelona tras ser traspasado al Paris Saint-Germain F. C. Allí estuvo una campaña y media antes de regresar al fútbol español después de que, el 27 de diciembre de 2021, el club parisino llegara a un acuerdo con la Real Sociedad para su cesión hasta final de temporada.

### Catar
El 3 de septiembre de 2022 abandonó definitivamente el club parisino para jugar los siguientes dos años en el Al-Arabi S. C. catarí.

## Selección nacional
Fue convocado con frecuencia en las categorías inferiores de la selección española, sin embargo, a diferencia de su hermano Thiago Alcântara que decidió jugar con España, Rafinha decidió representar internacionalmente a Brasil.
Rafinha formó parte de la lista preliminar para la Copa América en Chile 2015. Además estuvo en el seleccionado brasileño sub-20. Fue citado para jugar el Sudamericano sub-20 2013.
Sería el 5 de septiembre de 2015 cuando debutó en un amistoso frente a Costa Rica. En el siguiente partido, tres días después, marcó su primer gol con la selección brasileña frente a Estados Unidos.
| Competición              | Sede      | Resultado    | PJ | Goles |
| ------------------------ | --------- | ------------ | -- | ----- |
| Sudamericano Sub-20 2013 | Argentina | Primera fase | 2  | 0     |

## Estadísticas

### Clubes
Actualizado al último partido jugado el 22 de mayo de 2022.
| Club                              | Div.          | Temporada     | Liga  | Liga  | Liga   | Copas nacionales | Copas nacionales | Copas nacionales | Copas internacionales | Copas internacionales | Copas internacionales | Total | Total | Total  |
| Club                              | Div.          | Temporada     | Part. | Goles | Asist. | Part.            | Goles            | Asist.           | Part.                 | Goles                 | Asist.                | Part. | Goles | Asist. |
| --------------------------------- | ------------- | ------------- | ----- | ----- | ------ | ---------------- | ---------------- | ---------------- | --------------------- | --------------------- | --------------------- | ----- | ----- | ------ |
| F. C. Barcelona "B" · España      | 2.ª           | 2010-11       | 9     | 1     | 0      | —                | —                | —                | —                     | —                     | —                     | 9     | 1     | 0      |
| F. C. Barcelona "B" · España      | 2.ª           | 2011-12       | 39    | 8     | 0      | —                | —                | —                | —                     | —                     | —                     | 39    | 8     | 0      |
| F. C. Barcelona "B" · España      | 2.ª           | 2012-13       | 36    | 10    | 8      | —                | —                | —                | —                     | —                     | —                     | 36    | 10    | 8      |
| F. C. Barcelona "B" · España      | Total club    | Total club    | 84    | 19    | 8      | —                | —                | —                | —                     | —                     | —                     | 84    | 19    | 8      |
| F. C. Barcelona · España          | 1.ª           | 2011-12       | 0     | 0     | 0      | 1                | 0                | 0                | 1                     | 0                     | 0                     | 2     | 0     | 0      |
| F. C. Barcelona · España          | 1.ª           | 2012-13       | 0     | 0     | 0      | 0                | 0                | 0                | 1                     | 0                     | 0                     | 1     | 0     | 0      |
| R. C. Celta de Vigo · España      | 1.ª           | 2013-14       | 32    | 4     | 5      | 1                | 0                | 0                | —                     | —                     | —                     | 33    | 4     | 5      |
| F. C. Barcelona · España          | 1.ª           | 2014-15       | 24    | 1     | 1      | 6                | 1                | 0                | 6                     | 0                     | 2                     | 36    | 2     | 3      |
| F. C. Barcelona · España          | 1.ª           | 2015-16       | 6     | 1     | 0      | 2                | 0                | 0                | 3                     | 1                     | 0                     | 11    | 2     | 0      |
| F. C. Barcelona · España          | 1.ª           | 2016-17       | 18    | 6     | 2      | 4                | 1                | 3                | 6                     | 0                     | 0                     | 28    | 7     | 5      |
| F. C. Barcelona · España          | 1.ª           | 2017-18       | 0     | 0     | 0      | 1                | 0                | 0                | 0                     | 0                     | 0                     | 1     | 0     | 0      |
| Inter de Milán · Italia           | 1.ª           | 2017-18       | 17    | 2     | 3      | 0                | 0                | 0                | —                     | —                     | —                     | 17    | 2     | 3      |
| Inter de Milán · Italia           | Total club    | Total club    | 17    | 2     | 3      | 0                | 0                | 0                | —                     | —                     | —                     | 17    | 2     | 3      |
| F. C. Barcelona · España          | 1.ª           | 2018-19       | 5     | 0     | 0      | 1                | 0                | 0                | 2                     | 1                     | 0                     | 8     | 1     | 0      |
| F. C. Barcelona · España          | 1.ª           | 2019-20       | 3     | 0     | 0      | 0                | 0                | 0                | 0                     | 0                     | 0                     | 3     | 0     | 0      |
| F. C. Barcelona · España          | Total club    | Total club    | 56    | 8     | 3      | 15               | 2                | 3                | 19                    | 2                     | 2                     | 90    | 12    | 8      |
| R. C. Celta de Vigo · España      | 1.ª           | 2019-20       | 29    | 4     | 1      | 1                | 0                | 0                | —                     | —                     | —                     | 30    | 4     | 1      |
| R. C. Celta de Vigo · España      | Total club    | Total club    | 61    | 8     | 6      | 2                | 0                | 0                | —                     | —                     | —                     | 63    | 8     | 6      |
| París Saint-Germain F. C. Francia | 1.ª           | 2020-21       | 23    | 0     | 4      | 3                | 0                | 1                | 8                     | 0                     | 1                     | 34    | 0     | 6      |
| París Saint-Germain F. C. Francia | 1.ª           | 2021-22       | 5     | 0     | 0      | 0                | 0                | 0                | 0                     | 0                     | 0                     | 5     | 0     | 0      |
| París Saint-Germain F. C. Francia | Total club    | Total club    | 28    | 0     | 4      | 3                | 0                | 1                | 8                     | 0                     | 1                     | 39    | 0     | 6      |
| Real Sociedad · España            | 1.ª           | 2021-22       | 17    | 1     | 0      | 2                | 0                | 0                | 2                     | 0                     | 0                     | 21    | 1     | 0      |
| Real Sociedad · España            | Total club    | Total club    | 17    | 1     | 0      | 2                | 0                | 0                | 2                     | 0                     | 0                     | 21    | 1     | 0      |
| Total carrera                     | Total carrera | Total carrera | 263   | 38    | 24     | 22               | 2                | 4                | 29                    | 2                     | 3                     | 314   | 42    | 31     |

## Palmarés

### Campeonatos regionales
| Título                | Club            | Región   | Año  |
| --------------------- | --------------- | -------- | ---- |
| Copa Cataluña         | F. C. Barcelona | Cataluña | 2013 |
| Supercopa de Cataluña | F. C. Barcelona | Cataluña | 2014 |

### Campeonatos nacionales
| Título                      | Club                        | País    | Año  |
| --------------------------- | --------------------------- | ------- | ---- |
| División de Honor Juvenil   | F. C. Barcelona Juvenil "A" | España  | 2011 |
| Copa Campeones Liga Juvenil | F. C. Barcelona Juvenil "A" | España  | 2011 |
| Copa del Rey Juvenil        | F. C. Barcelona Juvenil "A" | España  | 2011 |
| La Liga                     | F. C. Barcelona             | España  | 2015 |
| Copa del Rey                | F. C. Barcelona             | España  | 2015 |
| La Liga                     | F. C. Barcelona             | España  | 2016 |
| Copa del Rey                | F. C. Barcelona             | España  | 2016 |
| Supercopa de España         | F. C. Barcelona             | España  | 2016 |
| Copa del Rey                | F. C. Barcelona             | España  | 2017 |
| Supercopa de España         | F. C. Barcelona             | España  | 2018 |
| La Liga                     | F. C. Barcelona             | España  | 2019 |
| Supercopa de Francia        | Paris Saint-Germain F. C.   | Francia | 2020 |
| Copa de Francia             | Paris Saint-Germain F. C.   | Francia | 2021 |
| Ligue 1                     | Paris Saint-Germain F. C.   | Francia | 2022 |
| Copa del Emir de Catar      | Al-Arabi S. C.              | Catar   | 2023 |

### Campeonatos internacionales
| Título                       | Club            | Sede           | Año  |
| ---------------------------- | --------------- | -------------- | ---- |
| Liga de Campeones de la UEFA | F. C. Barcelona | Berlín         | 2015 |
| Supercopa de Europa          | F. C. Barcelona | Tiflis         | 2015 |
| Mundial de Clubes            | F. C. Barcelona | Japón          | 2015 |
| Juegos Olímpicos             | Brasil sub-23   | Río de Janeiro | 2016 |

### Distinciones individuales
| Título                                                  | Año  |
| ------------------------------------------------------- | ---- |
| Premios BBVA al Mejor Jugador del Mes de febrero        | 2014 |
| Incluido en el Equipo Revelación de La Liga por la UEFA | 2014 |
| Mejor Jugador Revelación de la Liga BBVA                | 2014 |